# Shogun (Computerspiel)
Shogun ist ein Textadventure mit Grafiken von Infocom aus dem Jahr 1989. Es basiert auf dem gleichnamigen Roman von James Clavell, der zum Erscheinungszeitpunkt des Spiels in den Medien als Fernsehserie präsent war.

## Handlung
Der Spieler übernimmt die Rolle des Engländers John Blackthorne, der im Jahr 1600 als Navigator mit dem holländischen Handelsschiff Erasmus vor der japanischen Küste kentert. Um sich zurechtzufinden, muss sich Blackthorne in die ihm sprachlich und kulturell völlig fremde japanische Gesellschaft integrieren. Im weiteren Verlauf des Spiels gerät er zwischen die Fronten verschiedener japanischer Warlords und verliebt sich in eine Einheimische. Schließlich gliedert er sich derart erfolgreich in die japanische Gesellschaft ein, dass er zum Samurai aufsteigt.
Da die verfügbare Hardware der 1980er-Jahre limitiert war, gibt das Spiel lediglich ausschnittsweise einzelne Szenen des Romans wieder.

## Spielprinzip und Technik
Shogun ist ein Textadventure, das heißt, Umgebung und Geschehnisse werden als Bildschirmtext aus- und die Handlungen des Spielers ebenfalls als Text über die Tastatur eingegeben. Auf dem Bildschirm werden die Szenerie illustrierende Standbilder angezeigt. Das Spiel enthält 75 Räume und 63 Objekte, und der Parser versteht etwa 1400 Wörter. Zum Vergleich: Der erste Teil des Genreklassikers Zork enthält 110 Räume und 60 Objekte, der Parser versteht aber nur etwa 700 Wörter.
Dem Spiel beigelegt waren eine Reproduktion einer Landkarte von 1600 sowie ein Booklet („The Soul of the Samurai“) zum Thema Schwerter. Beide wurden im Spiel referenziert und stellten somit einen Kopierschutz dar.

## Produktionsnotizen
Shogun war eines von zwei Infocom-Spielen, die auf einer externen Lizenz fußten – das andere war Hitchhiker's Guide to the Galaxy, das auf einem Roman von Douglas Adams basierte. Während Hitchhiker's Guide aber in enger Zusammenarbeit mit dem Romanautor Adams entstand, der später Bureaucracy für Infocom schrieb, war Shogun ein reines Lizenzprodukt, in dessen Entstehung Romanautor Clavell nicht involviert war. In der Folge bezeichnet Lebling, Autor der Infocom-Klassiker Zork, Spellbreaker und The Lurking Horror, Shogun als sein schlechtestes Werk.
Die Grafiken des Spiels wurden vom Maler und Bildhauer Donald Langosy erstellt. Infocom hatte bis zum Erscheinen von Shogun ausschließlich reine Textadventures produziert. Die Änderung dieses Konzepts begründete die Firma mit den verbesserten technischen Möglichkeiten der mittlerweile erfolgreichen 16bit-Computer. Das britische Magazin The Games Machine vermutete jedoch, dass Infocom primär durch die erfolgreiche Integration von Grafiken seitens der direkten Marktkonkurrenten Magnetic Scrolls und Level 9 getrieben wurde.

## Rezeption
Dave Arneson lobte in der Computer Gaming World den Umfang des Spiels und die ansehnlichen Grafiken, kritisierte aber die Linearität, die zahlreich auftretenden Situationen im Spiel, in denen eine falsche Entscheidung den Tod des Spielers nach sich zieht, sowie das wenig hilfreiche Hilfesystem im Spiel. Die ASM lobte den Parser, die Grafikqualität und die allgemeine Bedienbarkeit und monierte lediglich die geringe Anzahl der Grafiken. Die Power Play kritisierte die Grafikqualität.